# Angraecum brachyrhopalon
Angraecum brachyrhopalon Schltr., 1925 è una pianta della famiglia delle Orchidacee, endemica del Madagascar.

## Descrizione
È una orchidea epifita, priva di pseudobulbi, con fusto a crescita monopodiale, lungo 5–7 cm e foglie lineari lunghe 5 cm e larghe appena 0,5 cm. I fiori, in numero di 1-2, sono di colore giallo-verdastro; alla base del labello è presente uno sperone claviforme, lungo 7,5 mm.

## Distribuzione e habitat
La specie è diffusa nelle foreste decidue del Madagascar settentrionale.